# George Storrs
George Storrs (Nuevo Hampshire, 13 de diciembre de 1796 - 28 de diciembre de 1879) fue un predicador y escritor adventista estadounidense.

## Biografía
Nacido en Nuevo Hampshire, desde los 19 años era miembro de la Iglesia congregacional. A la edad de 28 años fue recibido en la Iglesia Metodista Episcopal, donde comienza a predicar. En 1825 Storrs se halla unido al concilio New Hampshire Conference. Fue un hombre fuerte, capaz y con influencia en estos concilios, amado por varias iglesias importantes.
En 1837 halla una copia de un escrito de Henry Grew en un tren, sobre las doctrinas del condicionalismo, la no-inmortalidad del alma, y el infierno. Por tres años estudia por la cuenta estos asuntos, hablando de ello sólo con ministros de su iglesia. Sin embargo, en 1840 finalmente renuncia a esa iglesia, por sentir que no sería fiel a Dios si permaneciera en ella.
En el año de 1843 funda la revista llanada Bible Examiner que fue publicada hasta el año de 1879. 
George Storrs permanece dentro del movimiento Segundo Adventista junto a William Miller y Joshua V.Hines, pero se aparta de ellos tras sucesivos fracasos en las previsiones de la vuelta de Jesucristo, tema en el que se dieron muchos desacuerdos. Después de considerable estudio de la Biblia, Storrs predicó a algunos Adventistas sobre la condición y perspectivas de los muertos.
Su famoso libro "Six Sermons"(Seis Sermones) explica sus creencias tomadas del condicionalismo, es decir, la teoría de que el hombre no posee un alma inmortal sino que los muertos están inconscientes y a la espera de la resurrección y la inmortalidad es un don adquirido, bajo la condición de que la criatura humana la obtenga de Dios por medio de Jesucristo. También creía en la enseñanza de que los muertos en ignorancia tendrían una segunda oportunidad de redimirse mediante una resurrección terrestre. 
Los escritos de Storrs también influirán poderosamente en su amigo Charles Taze Russell, quien a la sazón funda el movimiento de los "Estudiantes Internacionales de la Biblia", (no obstante, grupos  sectarios, a la muerte de Russell, se separan de la editora Watchtower de New York y conservan ese nombre). Este grupo posteriormente, con el liderazgo de Joseph Rutherford cambiará su nombre a Testigos de Jehová. 
El 28 de diciembre de 1879, Storrs murió, y fue su amigo Charles Taze Russell quien pronunció el discurso del funeral. Su muerte tuvo mención especial en la principal publicación de Russell, "Zion's Watchtower & Herald of Christ presence" en la que se refirió a Storrs como un colaborador e instructor, un hermano de notable habilidad.
Algunos otros detalles de la vida de Storrs pueden encontrarse en "Los Testigos de Jehová. Proclamadores del Reino" libro editado por Watchtower Bible & Tract Society de New York.